# Partido Libertário (Argentina)
O Partido Libertário (PL) é um partido político argentino de tendência de direita a extrema-direita. Foi fundado em 16 de outubro de 2018 e conta com personalidade jurídica nacional, estando presente em 11 distritos da Argentina, sendo estes: a Cidade Autónoma de Buenos Aires e as províncias de Buenos Aires, Catamarca, Córdoba, Correntes, A Pampa, A Rioja, Mendoza, San Juan, Santa Fé e Santiago do Estero. É um dos partidos fundadores e integrantes da frente A Liberdade Avança.
Participou pela primeira vez nas eleições presidenciais de 2019, apoiando a candidatura a presidente de José Luis Espert. Nas eleições legislativas de 2021 fundou, junto a outros partidos políticos, a coalizão A Liberdade Avança, apoiando a Javier Milei como candidato a deputado nacional, sendo eleito com 17% dos votos e obtendo sua primeira banca legislativa.
Será o partido que governará a Argentina a partir de 10 de dezembro de 2023, depois do triunfo de Milei nas eleições presidenciais de 2023. Será o primeiro presidente libertário da história desse país.

## História

### Fundação e Primeiros anos
O partido foi fundado em 2018 por jovens provenientes de diferentes localidades do país, conectados e agrupados em redes sociais e grupos de debate, simpatizantes do midiático economista Javier Milei. Em 23 de fevereiro do ano seguinte, num ato partidário na Capital Federal organizado pelo PL, Milei se filia publicamente ao partido, ao mesmo tempo em que é nomeado presidente honorífico do mesmo.
Em março de 2019, a justiça concede ao partido o estatuto legal definitivo na província de Córdoba, o primeiro distrito na qual o partido conseguiu tal estatuto, graças a renomeação do antigo partido "Unión Ciudadana" ("União Cidadã", em português) agora convertido em "Partido Libertario", e presidido pelo empresário Agustín Spaccesi. No entanto, o estatuto legal do partido expirou no ano seguinte.

### Eleições 2019
Participaram (extra oficialmente) nas eleições presidenciais de 2019, apoiando ao partido "Unite pela Liberdade e a Dignidade" ("Unidos pela Liberdade e a Dignidade", em português), quem levava a José Luis Espert como candidato a presidente. O resultado foi muito fraco, ficando em 6° lugar com somente 1,47% de todos os votos.
Nas eleições legislativas desse mesmo ano, na província de Córdoba, onde o PL contava com estatuto legal definitivo, tornou-se oficialmente parte da coalizão de distrito Frente Acordar, junto com a UCEDE, levando a Agustín Spaccessi como pré-candidato a deputado nacional, que finalmente não conseguiu superar o limiar PASO.

### Eleições 2021
Em abril de 2021 na Terra do Fogo, onde o PL contava com reconhecimento provisório, o partido é dissolvido para criar o Republicanos Unidos no distrito. Mais tarde conseguiriam o estatuto legal definitivo.
Nas eleições legislativas de 2021 o Partido Libertário fez parte da aliança eleitoral A Liberdade Avança na Cidade de Buenos Aires (CABA), sendo Javier Milei, o primeiro na lista; e Nicolás Emma (presidente do Partido Libertário de CABA), o terceiro candidato a deputado nacional; atrás de Victoria Villarruel. Finalmente, Milei foi eleito com 17% dos votos totais. Dessa maneira, o PL obteve sua primeira banca legislativa.
Na Província de Buenos Aires o PL não conseguiu chegar a um consenso e se dividiu, apoiando de maneira extra oficial a duas plataformas eleitorais diferentes. Por um lado a aliança Avança Liberdade do economista José Luis Espert. Por outro lado, apoiou ao partido "Todos por Buenos Aires", tendo como primeiro pré-candidato a deputado nacional José Ignacio Raffo, até então membro da Junta Promotora do Partido Libertário de PBA. Esta última não conseguiu superar o piso nas eleições primárias, obtendo 46.489 votos, ou 0,57% dos sufrágios da Província de Buenos Aires.

### Eleições 2023
Em 18 de outubro de 2022, o PL obtém o estatuto jurídico definitivo na província de San Juan, sendo o primeiro distrito em obter tal estatuto. Enquanto, em novembro do mesmo ano, inicia seus trâmites para ser reconhecido como partido de distrito na Terra do Fogo. O mesmo ocorre em dezembro, em San Luis, Neuquén e Correntes. No dia 14 de novembro é concedida personalidade jurídica provisória ao partido na província de Buenos Aires. Em 18 de janeiro de 2023, o PL obtém a personalidade jurídica definitiva na província de Mendoza, sendo o segundo distrito provincial em obtê-la. Em 6 de março, o PL obtém a personalidade jurídica provisória na província de Correntes, enquanto em 10 de março readquire a personalidade jurídica provisória na província de Córdoba, depois de tê-la perdido em 2021. Em 9 de maio, obtém a personalidade jurídica definitiva na Capital Federal, sendo o terceiro distrito provincial na qual conseguiu obtê-la. Durante o mês de junho, o partido foi obtendo personalidade jurídica definitiva nas províncias de Buenos Aires, Catamarca e Santa Fé; e personalidade jurídica provisória em San Luis.

## Ideologia
Meios jornalísticos consideram o partido como de extrema-direita. ou direita, A ideologia do partido, segundo sua própria plataforma, está centrada no libertarismo e inclina-se a favor da liberdade de mercado e defende um modelo de Estado mínimo e laico, entre outras ideias. No entanto, entre seus militantes aparecem posturas liberais clássicas, anarcocapitalistas e transversalistas.  A principal figura e líder do partido, Javier Milei, tem várias posições políticas que se consideraram como conservadoras, como sua oposição ao aborto, incluindo em casos de abuso sexual, e sua rejeição à educação sexual integral (ESI) nas escolas.

## Juventude Libertária

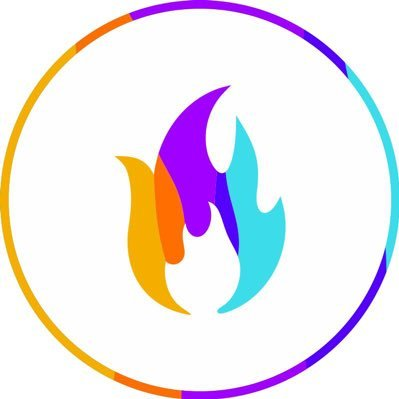
Logotipo da Juventude Libertária

O partido conta com seu agrupamento juvenil, denominada Juventude Libertaria (também chamados Jovens Libertarios). Os seus primórdios encontram-se na Cidade de Buenos Aires, porém com a afiliação de Javier Milei ao PL e seu posterior auge político, começou a ser mais reconhecida, chegando a ter presença em várias províncias do país.